# SAT Stadium Udon Thani
Das SAT Stadium Udon Thani (Thai สนามกีฬากลางจังหวัดอุดรธานี) ist ein Mehrzweckstadion in Udon Thani in der Provinz Udon Thani, Thailand. Es wurde 2018 fertiggestellt und ist seit 2019 das Heimstadion vom thailändischen Zweitligisten Udon Thani Football Club. Das Stadion hat eine Kapazität von 10.000 Personen. Eigentümer des Stadions ist die Sports Authority of Thailand (SAT). Betrieben wird die Sportstätte von der Udon Thani Provincial Administration Organisation.

## Nutzer des Stadions
| Verein        | Zeitraum der Nutzung |
| ------------- | -------------------- |
| Udon Thani FC | 2019 bis heute       |